# Bajkalsk
Bajkalsk (rusky Байка́льск) je město v Irkutské oblasti v Ruské federaci. Žije zde přibližně 13 tisíc obyvatel.

## Poloha a doprava
Bajkalsk leží na severním okraji Chamar-Dabanu, na jižním břehu Bajkalu při ústí dvou potoků: Solzanu a Charlachty. Od Sljuďanky, správního střediska Sljuďanského rajónu, do kterého patří, je Bajkalsk vzdálen přibližně třicet kilometrů jihovýchodně, od Irkutsku, správního střediska celé oblasti, přibližně osmdesát kilometrů jižně.
Jižně od zástavby vede Transsibiřská magistrála, zdejší stanice Bajkalsk-Passažirskij leží na 5346. kilometru od Moskvy. Souběžně s tratí město míjí také dálnice R258.

## Dějiny
Bajkalsk vznikl jako monoměsto na místě starší vesnice v roce 1961 se stavbou papírny a celulózky.
Od roku 1966 je Bajkalsk městem.